# 今田耕司プレゼンツ 鶴瓶vs未知数芸人 俺の相方誰やねん!?スペシャル
『今田耕司プレゼンツ 鶴瓶vs未知数芸人 俺の相方誰やねん!?スペシャル』（いまだこうじプレゼンツ つるべブイエスみちすうげいにん おれのあいかただれやねんスペシャル）は、関西テレビで2010年と2011年の1月2日に放送された年始特番のバラエティ番組。
この項では、同番組以降に製作されている笑福亭鶴瓶と今田耕司による年始特別番組についても記す。

## 概要
関西テレビでは2007年から年始特別番組枠（1月2日・昼）にて、笑福亭鶴瓶によるバラエティ番組を放送（冠番組）。同番組はその第4弾となる。番組制作会社はこれまで同様ケイマックス。MCを務めるのは鶴瓶と今田耕司で、2人はMC初共演。
年始特別番組枠第1弾は『鶴瓶の日本一なが〜いお正月!実は丸々一年ず〜っとロケしてたんやでSP!!』（2007年）、第2弾は『鶴瓶VSぶっっっっちゃけ美女バラエティ新年会!!』（2008年）、第3段は『鶴瓶vsぶっちゃけ芸能人 バラエティ裏側新年会!!』（2009年）。
本作以降も鶴瓶・今田のコンビによる年始特番として企画を変えながらも製作が続き、シリーズ化された。
関西ローカル番組であるが、同時ネットも行われておりフジテレビ系列の多くのローカル局で放送されている。※キー局・フジテレビでは放送されたことがない。

## 内容
笑福亭鶴瓶が相方を求めて今田耕司を伴い、お笑いタレントが所属する芸能事務所を巡る。選ばれた相方は鶴瓶と即席漫才を劇場で披露するというルール。各事務所ではプレゼンター役の人気芸人と相方候補芸人たちが出迎え。ネタ見せや面白エピソードを交えて1組ずつ紹介されていく。全ての事務所巡り終了後に相方役の演者が唐突に登場、前段の候補芸人からは選ばれないというのが恒例となっている。

## 出演
MC
- 笑福亭鶴瓶
- 今田耕司

## 2010年
2010年1月2日（土）12:10 - 14:10

### 出演
| 芸能事務所           | 紹介者     | 相方候補芸人                                         |
| -------------------- | ---------- | ---------------------------------------------------- |
| オフィス北野         | 水道橋博士 | 三又又三、マキタスポーツ、ガンビーノ小林、鳩山来留夫 |
| 太田プロダクション   | 有吉弘行   | インスタントジョンソン、くらげライダー、おかもとまり |
| 吉本興業             | 今田耕司   | レイザーラモンRG、椿鬼奴、くまだまさし               |
| プロダクション人力舎 | おぎやはぎ | ゆってぃ、ニッケルバック、鬼ヶ島                     |

相方
- ほんこん - よしもとプリンスシアター（品川花月）で漫才披露。

## 2011年
2011年1月2日（日）12:10 - 14:00

### 出演
| 芸能事務所                   | 紹介者   | 相方候補芸人                             |
| ---------------------------- | -------- | ---------------------------------------- |
| 吉本興業                     | 高橋茂雄 | プラスマイナス、ハロー植田、楽しんご     |
| 太田プロ                     | 土田晃之 | デンジャラス、乾き亭げそ太郎、やさしい雨 |
| マセキ芸能社                 | 出川哲朗 | いとうあさこ、狩野英孝、やまもとまさみ   |
| プロダクション人力舎         | 山崎弘也 | キングオブコメディ、いけだてつや、鈴木拓 |
| ワタナベエンターテインメント | TIM      | 我が家、ハライチ、あばれる君             |

相方
- 峯岸みなみ（AKB48） - AKB48劇場で鶴瓶・峯岸・今田のトリオ漫才を披露。

その他出演
- 大島優子、藤江れいな、松原夏海、市川美織ほかチーム研究生

## 2012年 『芸人新年会数珠つなぎスペシャル』
2012年は、『正月からハシゴ酒!鶴瓶&今田 芸人新年会数珠つなぎスペシャル!!』（しょうがつからハシゴざけ つるべアンドいまだ げいにんしんねんかいじゅずつなぎスペシャル）が1月2日（月）12:20 - 13:50に放送された。

### 内容
今回は「はしご新年会」と題し、気の合う先輩後輩が集まって出来た芸人グループの新年会を鶴瓶と今田が訪問。気が置けない仲間ならではの面白エピソードや裏話が披露される。

### 出演
MC
- 笑福亭鶴瓶
- 今田耕司

モノマネ芸人会
- 原口あきまさ、はなわ、ホリ、山本高広、福田彩乃

竜兵会
- ダチョウ倶楽部（上島竜兵、肥後克広）、デンジャラス・安田和博、インスタントジョンソン・すぎ。、土田晃之、有吉弘行

今田道場
- オモロー山下、サバンナ・高橋茂雄、カラテカ・入江慎也、ハロー植田、ポテト少年団・菊地智義、ベイビーギャング・北見寛明

女芸人会
- オアシズ（光浦靖子、大久保佳代子）、いとうあさこ、椿鬼奴、森三中・黒沢かずこ

## 2013年 『鶴瓶・今田のムクワレン大賞』
2013年は、『鶴瓶・今田のムクワレン大賞』（つるべ・いまだのムクワレンたいしょう）が1月2日（水）12:30 - 14:00に放送された。

### 内容
世に中には、いくら努力して頑張って素晴らしい業績をおさめてもイマイチ評価されない、どうにも報われない人たちがいる。同番組は、そんな愛すべきキャラクターにエールを贈ろうという企画。
スタジオ（八芳園で収録）に並べられた「2012年話題になった人」の名前を見ながら、ゲスト3人と鶴瓶・今田が選考委員となり、頑張った割には報われなかった人『ムクワレン大賞』を認定していく。その中から5人の想いが特に強い受賞者には、後日ロケに行って直接メダルを授与する。

### 出演
選考委員
- 笑福亭鶴瓶
- 今田耕司
- 有吉弘行
- カンニング竹山
- 小籔千豊

ゲスト
| 大賞受賞者                        | 受賞理由                                                                 | VTR出演（鶴瓶・今田を除く）             |
| --------------------------------- | ------------------------------------------------------------------------ | --------------------------------------- |
| 髙嶋政宏                          | KISSのメイクをした会見で弟・政伸の離婚騒動について聞かれる               | 竹山                                    |
| 蟹江美貴 （アーチェリー女子団体） | 五輪での活躍の割に世間の反応が薄い                                       | 竹山、小山由賀                          |
| 篠崎愛                            | こんなに可愛くてグラビアで大活躍してるのにテレビの露出が少ない           | 小籔                                    |
| 壇蜜                              | 31歳まで報われていなかった（出演者が本人に会いたかったら理由をこじつけ） | 小籔                                    |
| 品川祐 （品川庄司）               | 映画も本も当たったのに、ケガもしたし『アメトーーク!』でさらし者にされる  | 有吉、MYNAME 吉村崇（平成ノブシコブシ） |
| 山崎静代                          | ボクシングでオリンピック出場を目指すも代表落選                           | 有吉、山里亮太                          |

- その他の大賞受賞者（出演なし ※今田耕司・小籔を除く）

キャサリン妃、女子ソフトボール、女子野球、今田耕司、小籔千豊、えとう窓口（Wエンジン）、庄司智春

## 2014年 『鶴瓶・今田のイチバン新年会』
2014年は、『鶴瓶・今田のイチバン新年会』（つるべ・いまだのイチバンしんねんかい）が1月4日（月）14:45 - 16:25に放送された。

### 内容
5年目にして初めて全編スタジオ収録となった。2013年、さまざまな分野で一番になった話題の人物を集めて「イチバン新年会」を開く。

### 出演
MC
- 笑福亭鶴瓶
- 今田耕司

ゲスト
「2013年一番のドラマでイチバン光った演技をした脇役たち」
- 古舘寛治、安藤玉恵、手塚とおる

「2013年グループよりも個人活動が一番多かったアイドルたち」
- 嗣永桃子、菊地亜美

「2013年イチバン売れまくった女芸人とコントでイチバン獲った芸人」
- 大久保佳代子（オアシズ）、かもめんたる

「2013年イチバン災難に遭った芸人たち」
- 鈴木拓（ドランクドラゴン）、エスパー伊東

「2014年イチバン復活しそうな人！」
- 森脇健児

## スタッフ
- 制作協力：K-max
- 製作・著作：関西テレビ

2010-2011年
- ナレーター：あおい洋一郎
- カメラ：青木芳行
- 美術：森つねお
- 編集：松沢章
- 協力：エイ・フィールド、ヌーベルバーグ、プログレッソ、aaiスタジオ、hidden、サウンドエッグノッグ、tac
- 広報：岡崎真由美
- 構成：松田幸三、酒井義文、あないかずひさ
- AP：平出聡
- ディレクター：小林剛、鷹中亮介
- 総合演出：飯島冬貴（ケイマックス）
- プロデューサー：小寺健太（関西テレビ）、乾充貴（関西テレビ）、工藤浩之、小西寛（以上K-max）

2012年
- ナレーター：あおい洋一郎
- 協力：エイ・フィールド、e-naスタジオ、プログレッソ、サウンドエッグノッグ、tac
- AP:平出聡
- ディレクター：鷹中亮介、藤野義明
- 演出：飯島冬貴
- プロデューサー：小寺健太、工藤浩之、小西寛

2013年
- ナレーション：山崎優
- 協力：エイ・フィールド、Tac、プログレッソ
- 構成：松田幸三
- AP：志水大介
- ディレクター：廣中亮介、小林剛
- 演出：飯島冬貴
- プロデューサー：小寺健太、乾充貴、工藤浩之、小西寛

2014年
- ナレーター：あおい洋一郎
- 協力：ニユーテレス、フジアール、IMAGICA、ラビットムーンオフィス
- AP:志水大介、平佐智子
- ディレクター：小林剛、塚田正道、佐藤英輔
- 演出：飯島冬貴
- プロデューサー：南知宏、工藤浩之、小西寛

## 放送局
2010年
| 放送対象地域   | 放送局             | 放送日時                         | 備考       |
| -------------- | ------------------ | -------------------------------- | ---------- |
| 近畿広域圏     | 関西テレビ         | 2010年1月2日（土）12:10 - 14:10  | 制作局     |
| 高知県         | 高知さんさんテレビ | 2010年1月2日（土）12:10 - 14:10  | 同時ネット |
| 福岡県         | テレビ西日本       | 2010年1月3日（日）8:00 - 10:00   | 再放送あり |
| 岡山県・香川県 | 岡山放送           | 2010年1月23日（土）12:00 - 14:00 |            |
| 広島県         | テレビ新広島       | 2010年1月23日（土）13:00 - 15:00 |            |
| 愛媛県         | テレビ愛媛         | 2010年1月23日（土）14:00 - 16:00 |            |
| 宮城県         | 仙台放送           | 2010年1月30日（土）13:00 - 15:00 |            |
| 秋田県         | 秋田テレビ         | 2010年1月30日（土）14:30 - 16:30 |            |

2011年
| 放送対象地域   | 放送局             | 放送日時                         | 備考       |
| -------------- | ------------------ | -------------------------------- | ---------- |
| 近畿広域圏     | 関西テレビ         | 2011年1月2日（土）12:10 - 14:00  | 制作局     |
| 福井県         | 福井テレビ         | 2011年1月2日（土）12:10 - 14:00  | 同時ネット |
| 高知県         | 高知さんさんテレビ | 2011年1月2日（土）12:10 - 14:00  | 同時ネット |
| 福岡県         | テレビ西日本       | 2011年1月2日（土）12:10 - 14:00  | 同時ネット |
| 長崎県         | テレビ長崎         | 2011年1月2日（土）12:10 - 14:00  | 同時ネット |
| 岡山県・香川県 | 岡山放送           | 2011年1月15日(土) 14:00 - 16:00  |            |
| 富山県         | 富山テレビ         | 2011年1月15日(土) 14:55 - 16:50  |            |
| 愛媛県         | テレビ愛媛         | 2011年1月22日（土）13:00 - 15:00 |            |
| 宮城県         | 仙台放送           | 2011年1月29日(土) 13:00 - 14:50  |            |
| 秋田県         | 秋田テレビ         | 2011年1月29日(土) 14:30 - 16:20  |            |
| 北海道         | 北海道文化放送     | 2011年2月26日(土) 13:30 - 15:25  |            |
| 青森県         | 青森朝日放送       | 2011年3月12日（土）12:00 - 13:55 |            |
| 広島県         | テレビ新広島       | 2011年5月1日（日）12:00 - 13:55  |            |
| 山口県         | テレビ山口         | 2011年5月28日（土）12:58 - 14:50 |            |
| 三重県         | 三重テレビ         | 2012年1月4日（水）21:00 - 22:50  |            |

2012年
| 放送対象地域   | 放送局             | 放送日時                         | 備考       |
| -------------- | ------------------ | -------------------------------- | ---------- |
| 近畿広域圏     | 関西テレビ         | 2012年1月2日（月）12:20 - 13:50  | 制作局     |
| 石川県         | 石川テレビ         | 2012年1月2日（月）12:20 - 13:50  | 同時ネット |
| 福井県         | 福井テレビ         | 2012年1月2日（月）12:20 - 13:50  | 同時ネット |
| 高知県         | 高知さんさんテレビ | 2012年1月2日（月）12:20 - 13:50  | 同時ネット |
| 福岡県         | テレビ西日本       | 2012年1月8日（日）12:00 - 13：30 | 再放送あり |
| 中京広域圏     | 東海テレビ         | 2012年1月9日（月）9:55 - 11:30   |            |
| 岡山県・香川県 | 岡山放送           | 2012年1月14日（土）13:55 - 15:25 |            |
| 広島県         | テレビ新広島       | 2012年1月21日（土）16:00 - 17:30 |            |
| 秋田県         | 秋田テレビ         | 2012年1月26日（木）0:35 - 2:05   | 深夜放送   |
| 宮城県         | 仙台放送           | 2012年2月4日（土）15:50 - 17:20  |            |

2013年
| 放送対象地域   | 放送局             | 放送日時                         | 備考       |
| -------------- | ------------------ | -------------------------------- | ---------- |
| 近畿広域圏     | 関西テレビ         | 2013年1月2日（水）12:30 - 14:00  | 制作局     |
| 富山県         | 富山テレビ         | 2013年1月2日（水）12:30 - 14:00  | 同時ネット |
| 石川県         | 石川テレビ         | 2013年1月2日（水）12:30 - 14:00  | 同時ネット |
| 福井県         | 福井テレビ         | 2013年1月2日（水）12:30 - 14:00  | 同時ネット |
| 高知県         | 高知さんさんテレビ | 2013年1月2日（水）12:30 - 14:00  | 同時ネット |
| 佐賀県         | サガテレビ         | 2013年1月2日（水）12:30 - 14:00  | 同時ネット |
| 熊本県         | テレビ熊本         | 2013年1月2日（水）12:30 - 14:00  | 同時ネット |
| 中京広域圏     | 東海テレビ         | 2013年1月3日（木）13:00 - 14:30  |            |
| 広島県         | テレビ新広島       | 2013年1月3日（木）13:00 - 14:30  |            |
| 宮崎県         | テレビ宮崎         | 2013年1月6日（日）15:55 - 17:25  |            |
| 岡山県・香川県 | 岡山放送           | 2013年1月13日（日）12:00 - 13:30 |            |
| 福岡県         | テレビ西日本       | 2013年1月13日（日）12:00 - 13:30 |            |
| 秋田県         | 秋田テレビ         | 2013年1月18日（金）0:35 - 2:05   | 深夜放送   |
| 宮城県         | 仙台放送           | 2013年1月20日（日）16:00 - 17:30 |            |

## 関連番組
- 新春 鶴瓶大新年会（フジテレビ、2006年 - 2011年・2017年・2018年（毎年1月1日））
- 新春!鶴瓶生誕60周年 酒だ笑いだもって来い 大新年会SP（TBS、2012年1月2日）
- 鶴瓶のうるさすぎる新年会（フジテレビ、2015年1月1日）
- 新春大売出し!さんまのまんま（関西テレビ）